# 西村健二
西村 健二（にしむら けんじ、1959年（昭和34年）2月9日 - ）は、詩人、ポーカープレイヤー。

## 履歴
愛知県半田市生まれ、愛知県名古屋市在住。
もとは稲葉姓であり、西村姓は幼少期に生き別れた実母が後に西村となり、52歳の時実母との養子縁組をすることで、西村健二となる。